# Antonio Lante Montefeltro della Rovere, II duca di Bomarzo
Antonio Lante Montefeltro della Rovere, II duca di Bomarzo (Roma, 1648 – Roma, 5 maggio 1716), è stato un nobile italiano.

## Biografia
Nato a Roma nel 1648, Antonio era figlio di Ippolito Lante Montefeltro della Rovere, I duca di Bomarzo e di sua moglie, Cristina d'Altemps.
Alla morte di suo padre, ne ereditò i titoli ed i possedimenti divenendo secondo duca di Bomarzo. Grazie all'influenza personale raggiunta alla corte pontificia tramite i legami di suo padre, riuscì a ottenere dalla corona spagnola anche il titolo di principe di Belmonte legato al feudo posseduto dalla famiglia dal 1675 a Belmonte Calabro, acquistato dalla famiglia Mattei con cui era imparentata. Oltre a questo, Antonio ottenne anche la concessione del titolo di grande di Spagna di prima classe.
Portatosi a Parigi per questioni diplomatiche della Santa Sede, nel novembre 1682 Antonio sposò per procura Louise Angelique Charlotte de La Trémoille (1655 - di cancro, 25 novembre 1698), figlia di Louis II de La Trémoille, duca di Noirmoutier, e sorella di Marie Anne de La Trémoille; le nozze si tennero il 15 febbraio 1683 a Bagnaia.
I due non fecero ritorno a Roma ma si mantennero comunque in contatto con gli ambienti aristocratici romani, motivo per cui il duca di Bomarzo venne tenuto sempre in grande considerazione negli ambienti diplomatici pontifici. Quando sua moglie morì a Parigi nel 1698, Antonio decise di fare ritorno definitivamente a Roma con alcuni dei suoi figli, mentre altri li lasciò a Parigi ove pure ottennero grandi onori da monarchi francesi e spagnoli.
Morì a Roma il 5 maggio 1716.

## Matrimonio e figli
Dalla moglie Louise Angelique Charlotte de La Trémoille ebbe i seguenti figli:
- Ludovico (1683 - 1727), III duca di Bomarzo, sposò nel 1705 Angela Maria Vaini (1676 - 1745), figlia di Guido Vaini, I principe di Cantalupo, duca di Selci, marchese di Vacona, signore di Gavignano, e di sua moglie Maria Anna Ceuli dei marchesi del Carretto.
- Artemisia (1690 - 1692)
- Alessandro (1691 - 15 ottobre 1732), creato duca di San Gemini da Luigi I di Spagna nel 1724, assunse il cognome Fernández de Córdoba y Lante; sposò nel 1715 Francisca Xaviera Fernández de Córdoba Carrillo y Mendoza (1690 - 1722), marchesa de la Casta, contessa di Alacuás, baronessa di Bolbaite; la coppia ebbe una figlia:
  - Maria de Belén Fernandez de Cordova y Lante della Rovere Carrillo de Mendoza Parto de la Casta (2 dicembre 1722 - 27 ottobre 1771), Contessa di Priego, Grande di Spagna di prima classe, Baronessa di Gaivile e Santa Croche, Signora de las Casas de los Garcés de Marcilla, Marchesa di Moratalla, Signora de la Villa de Balmonte, Marchesa de la Casta, Contessa di Alaquaz e Baronessa di Bolbaite dal 1732; sposò nel 1742 il cugino materno Jean-Juste Ferdinand de Croÿ (1716 - 1790), duca di Havré
- Maria Anna Cesarina (1693 - 16 aprile 1753), sposò nel 1712 Jean-Baptiste de Croÿ (1686 - 1737), duca di Havré
- Federico Marcello (1695 - 1773), cardinale

## Albero genealogico
|                                                            |                                               |                                      | Genitori                            |  |  | Nonni |  |  | Bisnonni       |  |  | Trisnonni     |  |
|                                                            |                                               |                                      |                                     |  |  |       |  |  | Lodovico Lante |  |  | Michele Lante |  |
|                                                            |                                               |                                      |                                     |  |  |       |  |  | Lodovico Lante |  |  | Michele Lante |  |
|                                                            |                                               | Antonia Astalli                      |                                     |  |  |       |  |  | Lodovico Lante |  |  |               |  |
| Marcantonio Lante, marchese di San Lorenzo e Monteleone    |                                               |                                      |                                     |  |  |       |  |  | Lodovico Lante |  |  |               |  |
|                                                            |                                               | Lavinia Maffei                       | Girolamo Maffei                     |  |  |       |  |  |                |  |  |               |  |
|                                                            |                                               | Lavinia Maffei                       | Girolamo Maffei                     |  |  |       |  |  |                |  |  |               |  |
|                                                            |                                               | Lavinia Maffei                       | Antonia Mattei                      |  |  |       |  |  |                |  |  |               |  |
| Ippolito Lante Montefeltro della Rovere, I duca di Bomarzo |                                               | Lavinia Maffei                       |                                     |  |  |       |  |  |                |  |  |               |  |
|                                                            |                                               | Ippolito Montefeltro della Rovere    | Giulio Della Rovere                 |  |  |       |  |  |                |  |  |               |  |
|                                                            |                                               | Ippolito Montefeltro della Rovere    | Giulio Della Rovere                 |  |  |       |  |  |                |  |  |               |  |
|                                                            |                                               | Ippolito Montefeltro della Rovere    | Leonora da Ferrara                  |  |  |       |  |  |                |  |  |               |  |
| Lucrezia Montefeltro della Rovere                          |                                               | Ippolito Montefeltro della Rovere    |                                     |  |  |       |  |  |                |  |  |               |  |
|                                                            |                                               | Isabella Vitelli                     | Jacopo Vitelli, signore di Amatrice |  |  |       |  |  |                |  |  |               |  |
|                                                            |                                               | Isabella Vitelli                     | Jacopo Vitelli, signore di Amatrice |  |  |       |  |  |                |  |  |               |  |
|                                                            |                                               | Isabella Vitelli                     | Livia Orsini                        |  |  |       |  |  |                |  |  |               |  |
| Antonio Lante Montefeltro della Rovere, II duca di Bomarzo |                                               | Isabella Vitelli                     |                                     |  |  |       |  |  |                |  |  |               |  |
|                                                            | Giovanni Angelo d'Altemps, II duca di Gallese | Roberto d'Altemps, I duca di Gallese |                                     |  |  |       |  |  |                |  |  |               |  |
|                                                            | Giovanni Angelo d'Altemps, II duca di Gallese | Roberto d'Altemps, I duca di Gallese |                                     |  |  |       |  |  |                |  |  |               |  |
|                                                            | Giovanni Angelo d'Altemps, II duca di Gallese | Cornelia Orsini                      |                                     |  |  |       |  |  |                |  |  |               |  |
| Giovanni Pietro d'Altemps, III duca di Gallese             | Giovanni Angelo d'Altemps, II duca di Gallese |                                      |                                     |  |  |       |  |  |                |  |  |               |  |
|                                                            |                                               | Maria Federica Cesi                  | Federico Cesi, I duca d'Acquasparta |  |  |       |  |  |                |  |  |               |  |
|                                                            |                                               | Maria Federica Cesi                  | Federico Cesi, I duca d'Acquasparta |  |  |       |  |  |                |  |  |               |  |
|                                                            |                                               | Maria Federica Cesi                  | Olimpia Orsini                      |  |  |       |  |  |                |  |  |               |  |
| Maria Cristina d'Altemps                                   |                                               | Maria Federica Cesi                  |                                     |  |  |       |  |  |                |  |  |               |  |
|                                                            |                                               | Cosimo de' Medici                    | Giulio de' Medici                   |  |  |       |  |  |                |  |  |               |  |
|                                                            |                                               | Cosimo de' Medici                    | Giulio de' Medici                   |  |  |       |  |  |                |  |  |               |  |
|                                                            |                                               | Cosimo de' Medici                    | …                                   |  |  |       |  |  |                |  |  |               |  |
| Angelica de' Medici                                        |                                               | Cosimo de' Medici                    |                                     |  |  |       |  |  |                |  |  |               |  |
|                                                            |                                               | Lucrezia Gaetani                     | Francesco Gaetani                   |  |  |       |  |  |                |  |  |               |  |
|                                                            |                                               | Lucrezia Gaetani                     | Francesco Gaetani                   |  |  |       |  |  |                |  |  |               |  |
|                                                            |                                               | Lucrezia Gaetani                     | …                                   |  |  |       |  |  |                |  |  |               |  |
|                                                            |                                               | Lucrezia Gaetani                     |                                     |  |  |       |  |  |                |  |  |               |  |